# Hervé Krebs
Hervé Krebs (* 4. Juli 1976) ist ein Schweizer Radsporttrainer, ehemaliger Pilot im Paracycling und ehemaliger BMX-Fahrer.

## Sportliche Laufbahn
1997 belegte Hervé Krebs den zweiten Platz bei den Schweizer Meisterschaften im BMX der Junioren (Klasse Cruiser). Bis 2009 stand er mehrfach bei Schweizer Elitemeisterschaften im BMX auf dem Podium: 1999 und 2009 belegte er Platz drei, 2002 und 2003 wurde er Vize-Meister. Ebenfalls 2002 wurde er Europameister in der Cruiser-Klasse.
Seit 2017 ist Krebs als Nationaltrainer für den Schweizer Radsportverband Swiss Cycling tätig. Er ist insbesondere für die Kategorien Frauen, Junioren und U23 verantwortlich. Zudem baut er ein BMX-Trainingszentrum in Grenchen auf und unterstützt die Bahnradfahrer im Bereich Krafttraining. Zuvor arbeitete er als Trainer für den Weltradsportverband UCI am World Cycling Centre in Aigle sowie in Südafrika und Thailand.
Ab 2018 fungierte Hervé Krebs als Tandem-Pilot für den blinden Radsportler Christof Wynistorf. Zwar verfehlten die beiden Sportler mit 1:06,831 Minuten im 1000-Meter-Zeitfahren knapp die Selektionszeit für die UCI-Paracycling-Bahnweltmeisterschaften 2019 in Apeldoorn, wurden aber aufgrund ihrer grossen Leistungssteigerung innerhalb eines Jahres dennoch nominiert. Im Oktober 2019 wurde das Duo Wynistorf/Krebs Schweizer Paracycling-Meister über 1000 Meter.